# Federazione pallavolistica della Thailandia
La Federazione thailandese di pallavolo (eng. Thailand Volleyball Association, tha. สมาคมกีฬาวอลเลย์บอลแห่งประเทศไทย, TVA) è un'organizzazione fondata nel 1959 per governare la pratica della pallavolo in Thailandia.
Organizza il campionato maschile e femminile, e pone sotto la propria egida la nazionale maschile e femminile.
Ha aderito alla FIVB nel 1964.